# Joan Busquets i Grau (polític)
Joan Busquets i Grau (Organyà, Alt Urgell, 11 d'agost de 1957) és un mestre i polític català, alcalde d'Organyà i diputat al Parlament de Catalunya en la IV legislatura.

## Biografia
Graduat en magisteri per l'Escola Normal de Lleida, ha treballat com a empresari en un negoci familiar de restauració, alhora que ha col·laborat en la premsa local i el 1979 va obtenir el premi literari Homilies d'Organyà
Membre d'Unió Democràtica de Catalunya (UDC) des del 1976, ha estat jutge de pau d'Organyà de 1984 a 1987. A les eleccions municipals espanyoles de 1987 fou elegit tinent d'alcalde d'Organyà, alhora que membre del consell comarcal de l'Alt Urgell i del Patronat de Turisme de les Terres de Lleida.
En 1994 va substituir en el seu escó Concepció Tarruella i Tomàs, elegida diputada a les eleccions al Parlament de Catalunya de 1992, i ha estat membre, entre d'altres, de la Comissió d'Estudi de la Problemàtica del Món Rural. A les eleccions municipals espanyoles de 1995 fou elegit alcalde d'Organyà, càrrec que va revalidar a les eleccions municipals espanyoles de 1999 i 2003.